# 1149 هـ
1149 هـ هي سنة في التقويم الهجري امتدت مقابلةً في التقويم الميلادي بين سنتي 1736 و1737.

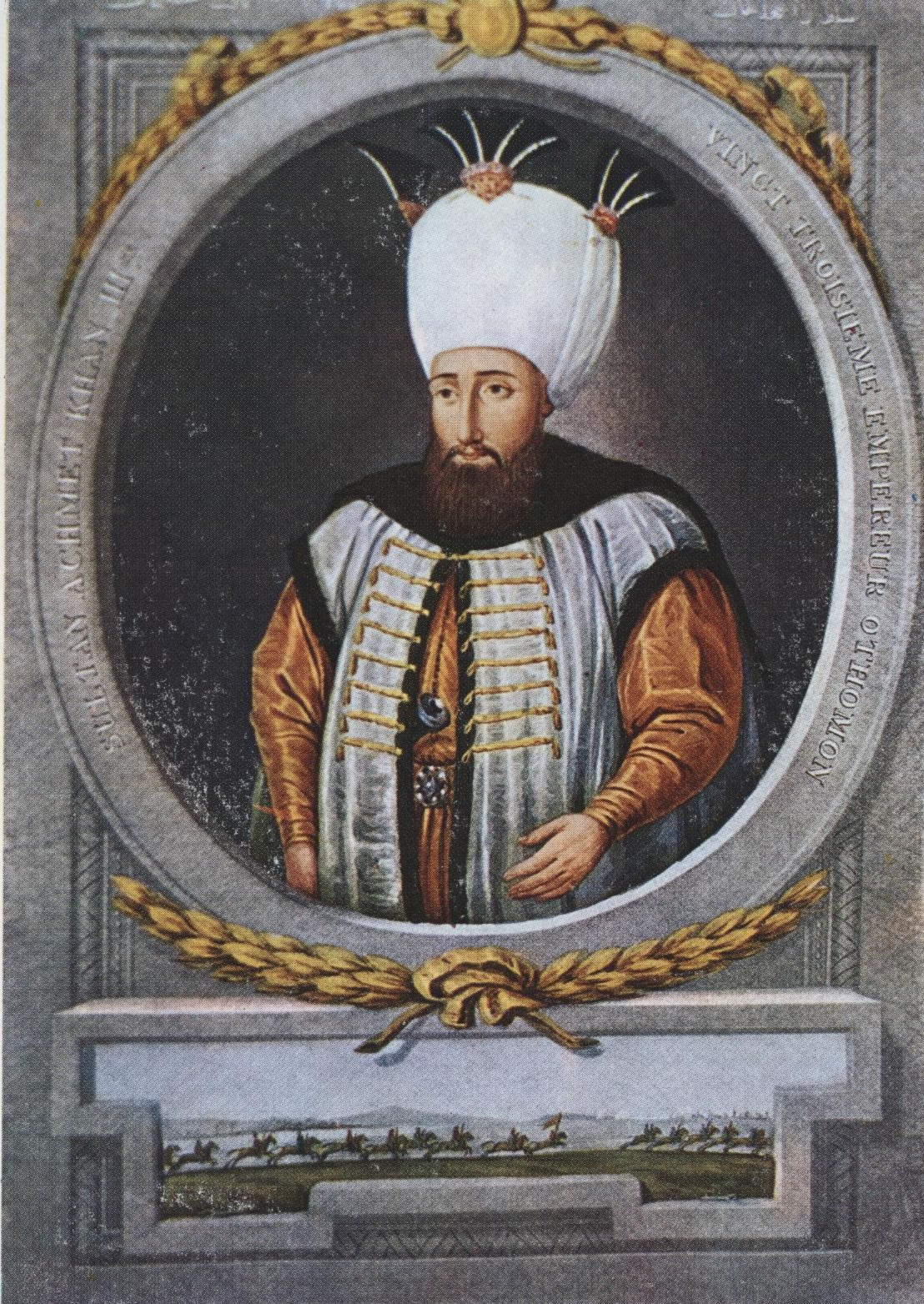
أحمد الثالث

## أحداث
- القاضي المغربي أبو عنان الشريف يفتي بإعدام الباشا سالم الدكالي وعدد من قادة جيش عبيد البخاري لموقفهم من بيعة المولى عبد الله بن إسماعيل. تم الإغلاق عليهم في خنشة من الكتان ورميهم في وادي أم الربيع.
- الشيخ محمد بن عبد الوهاب يغادر العيينة بعد أن رفض أمير العيينة دعوته ويتجه محمد بن عبد الوهاب إلى الرياض.

## وفيات
- أحمد الثالث
- جورج رولنسون
- جورج سيل